# عبد الهادي الباني
عبد الهادي الباني (أبو أمين) مرشد الطريقة النقشبندية في الشام ما بين عامي 1964 و2011 أسس حلقة دينية مشهورة بانضباطها وحسن سلوك وأخلاق أفرادها تعرف بجماعة الباني، يعطي دروسه في مسجد الكناني في حي المهاجرين بدمشق، ويحضر دروسه على الأغلب طلاب أطباء ومهندسون وحقوقيون وعلماء. اشتهر بتفسيره للقرآن وشرح أسماء الله الحسنى وعلوم المواريث، له نظرات خاصة في مواضيع دينية واجتماعية مختلفة كالتفكر، وينفي بعض الروايات الدينية التي تتعارض مع صريح القرآن أو كمال الرسل والصحابة. له مؤلفات عديدة، وتوفي سنة 2011 عن عمر 95 عاماً.

## مولده وتعليمه

### مولده
ولد الشيخ عبد الهادي بن محمد توفيق الباني من نسل قضيب البان الحسني الحسيني في دمشق 1916.

### تعليمه وأعماله

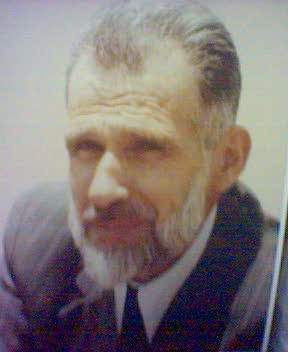
الشيخ الباني في عقده الرابع

تخرج من صف المعلمين العالي سنة 1936م وانتدب من قبل وزارة التربية لتعليم دروس الدين في دور المعلمين سنة 1947م وقضى في الإدارة والتعليم قرابة ثلاثين عاماً فربى جيلاً من المواطنين والعاملين.
حصل على إجازة في الحقوق من الجامعة السورية بدمشق سنة 1947 ونال شهادة الاختصاص في الحقوق العامة سنة 1951.

### شيوخه
لازم عددا من كبار شيوخ دمشق وعلمائها وأخذ عنهم العلوم الشرعية منهم المحدث الأكبر الشيخ بدر الدين الحسني وشيخ القراء والحافظ الشيخ محمد الحلواني والطبيب الشيخ أبو اليسر عابدين كما كان من شيوخه في الطريقة النقشبندية الشيخ محمد أمين كفتارو وكذلك الشيخ محمد أمين شيخو.

### في الطريقة النقشبندية
لقب بالداعي إلى الإيمان بالذات الإلهية والمرشد إلى طريق المحبة النبوية والمتمسك بالشريعة المحمدية وله الدرجة السابعة والثلاثون في السلسة النقشبندية.

## حياته في الدعوة والإرشاد

### حلقته
في سنة 1964 بعد وفاة شيخه الشيخ محمد أمين شيخو النقشبندي آل إليه أمر حلقته النقشندية، وأمضى في الإرشاد والدعوة فيها ما يقارب 46 سنة عهد إليه من قبل وزارة الأوقاف للتدريس الديني في جامع الكناني وقد ساد في مجالسه كما يذكر مريدوه الصفاء الروحي والاطمئنان القلبي وحلقته تعدّ بآلاف المريدين وهم من ذوو الاختصاصات المختلفة في الطب والمحاماة والصيدلة والهندسة والتجارة والتعليم.
ويذكر أن وزير الأوقاف السوري زياد الدين الأيوبي قد زار الشيخ في مسجده وحضر أحد دروسه.

### برنامج دروسه
كانت دروسه أيام الخميس الجمعة والسبت حيث يتحدث الخميس في الفقه والحديث ويفرد درس الجمعة للقرآن والتفسير بينما درس السبت للمدارسة في الدرسين السابقين يبدأ درس الجمعة بعد صلاة الجمعة مباشرة ويبدأ بالقراءة الجماعية السريعة للقرآن حيث يقرأ الشيخ الآية ثم يعيدها من في المسجد من خلفه ويتخلل القراءة أحياناً فوائد تجويدية أو تفسيرية. ومن ثم يقرأ اسم أحد المريدين ليعيد القراءة منفرداً وعلى مسمع المسجد كله ويتكرر إقراء من في المسجد عدة مرات وبعدها ينتقل إلى القسم الثاني من القراءة والذي تطلب فيه الآيات للحفظ حيث يقرأ الأخوة جماعة ومنفردين وعن ظهر قلب وبعد انتهاء البرنامج القرآني يقرأ الختم النقشبندي محمد مهدي اللبابيدي ومن ثم صلوات جماعية على النبي وبعدها يقرأ الشيخ بلال عوض آيات من كتاب الله ليبدأ الشيخ قبيل أذان العصر بتفسير هذه الآيات بشكل موسع حتى أتم تفسير القرآن الكريم كاملاً في دروسه التي كان يلقيها مدة أربعين سنة يكتبها محمد مهدي اللبابيدي اثناء إلقائه في دروسه والمحفوظة كاملةً عنده وبعد صلاة العصر ينتقل الشيخ للحديث عن التطبيق العملي للآيات الواردة خلال الدرس وأحياناً بعدها يشرع في بيان بعض معاني أسماء الله الحسنى.

## وفاته

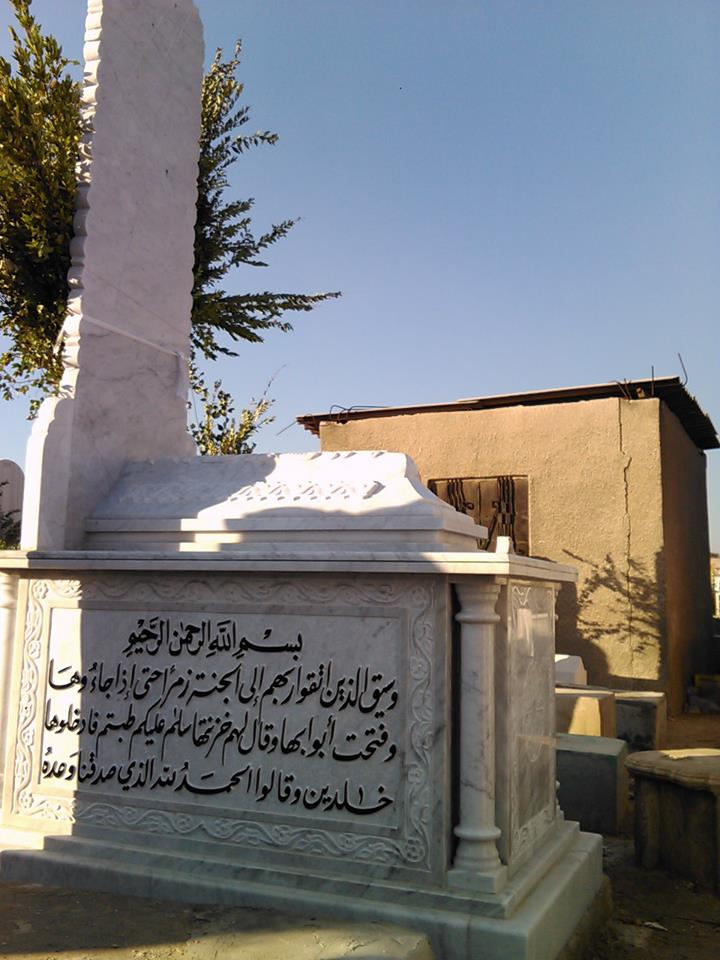
قبر الباني في مقبرة باب الصغير